# Tortoman
Tortoman est une commune du județ de Constanța en Roumanie.